# Aspitates orciferaria
Aspitates orciferaria is een vlinder uit de familie van de spanners (Geometridae).
De soort komt voor in het uiterste noorden van Rusland en Noord-Amerika.